# Apache DB Project
Apache DB es el proyecto responsable de la creación de soluciones de bases de datos en la Apache Software Foundation.
Este proyecto se dedica a diversas soluciones en materia de programación e integración de bases de datos. En particular, ofrece un comité de administración (Project Management Committee) común para varios subprojectos distintos dedicados a la materia.
Aunque ya retirado, fue característico el proyecto ObjectRelational Bridge - un programa para la representación persistente automática de objetos Java en bases de datos relacionales.
Entre los proyectos actualmente activos se destaca el sistema de gestión de bases de datos Apache Derby.